# Championnat d'Italie de rugby à XV 2014-2015
Navigation
Eccellenza 2013-2014 Eccellenza 2015-2016
Le Championnat d'Italie de rugby à XV 2014-2015 ou Campionato Nazionale Eccellenza 2014-2015 oppose les dix meilleures équipes italiennes de rugby à XV. Le championnat débute le 4 octobre 2014 et se termine par une finale prévue le 30 mai 2015. Il se déroule en deux temps : une première phase dite régulière en match aller-retour où toutes les équipes se rencontrent deux fois et une phase finale en deux tours. Le premier de la phase régulière rencontre le quatrième et le deuxième rencontre le troisième en match aller-retour lors des demi-finales, puis la finale entre les deux vainqueurs de ces demi-finales. À la fin de la saison régulière, le dernier du classement est relégué en Série A.

## Liste des équipes en compétition
L'Aquila Rugby, vainqueur de la Série A1, est promu et remplace Reggio Emilia et UR Capitolina relégués en deuxième division. 
| Calvisano Prato Lazio Rome Mogliano Veneto Padoue San Donà L'Aquila Rovigo Fiamme Oro Rome Viadana |

| Équipe            | Stade                                                   | Capacité | Ville           |
| ----------------- | ------------------------------------------------------- | -------- | --------------- |
| Cammi Calvisano   | Stade communal San Michele                              | 3 500    | Calvisano       |
| I Cavalieri Prato | Stade Enrico-Chersoni                                   | 2 500    | Prato           |
| IMA Lazio         | Centre sportif Giulio-Onesti                            | 628      | Rome            |
| Marchiol Mogliano | Stade Maurizio-Quaggia                                  | 786      | Mogliano Veneto |
| Petrarca Padoue   | Stadio Plebiscito                                       | 9 600    | Padoue          |
| M-Three San Donà  | Stade Romolo-Pacifici                                   | 1 500    | San Donà        |
| L'Aquila Rugby    | Stade Tommaso-Fattori                                   | 9 200    | L'Aquila        |
| FemiCZ Rovigo     | Stade Mario-Battaglini                                  | 5.500    | Rovigo          |
| Fiamme Oro Roma   | Centro Sportivo della Polizia di Stato di Ponte Galeria |          | Rome            |
| Rugby Viadana     | Stade Luigi-Zaffanella                                  | 6.000    | Viadana         |

## Résumé des résultats

### Classement de la phase régulière
| Rang | Club                | J  | V  | N | D  | Bo | Bd | Pm  | Pe  | Diff | Pts |
| ---- | ------------------- | -- | -- | - | -- | -- | -- | --- | --- | ---- | --- |
| 1    | Rugby Rovigo        | 18 | 16 | 0 | 2  | 11 | 1  | 641 | 281 | +360 | 76  |
| 2    | Rugby Calvisano (T) | 18 | 14 | 1 | 3  | 12 | 2  | 601 | 312 | +289 | 72  |
| 3    | Mogliano SSD        | 18 | 11 | 2 | 5  | 9  | 3  | 584 | 353 | +231 | 60  |
| 4    | Fiamme Oro          | 18 | 11 | 0 | 7  | 6  | 2  | 486 | 401 | +85  | 52  |
| 5    | San Donà            | 18 | 10 | 1 | 7  | 5  | 3  | 440 | 418 | +22  | 50  |
| 6    | Rugby Viadana       | 18 | 8  | 3 | 7  | 6  | 2  | 442 | 353 | +89  | 46  |
| 7    | Petrarca Padoue     | 18 | 8  | 0 | 10 | 5  | 6  | 350 | 297 | +53  | 43  |
| 8    | SS Lazio            | 18 | 6  | 1 | 11 | 3  | 3  | 391 | 448 | -57  | 32  |
| 9    | L'Aquila Rugby (P)  | 18 | 2  | 0 | 16 | 2  | 0  | 272 | 651 | -379 | 10  |
| 10   | Cavalieri Prato     | 18 | 0  | 0 | 18 | 1  | 0  | 118 | 811 | -693 | -3¹ |

¹Prato a reçu une sanction de 4 points de pénalité.
|  | Qualifiés pour les demi-finales (no 1, no 2, no 3, no 4).    |
|  | Relégué en deuxième division à l'issue de la saison (no 10). |
|  | T : tenant du titre 2014 • P : promu 2014                    |

Attribution des points : victoire sur tapis vert : 5, victoire : 4, match nul : 2, défaite : 0, forfait : -2 ; plus les bonus (offensif : 4 essais marqués ; défensif : défaite par 7 points d'écart ou moins).
Règles de classement : ?

### Phase finale
Les quatre premiers de la phase régulière sont qualifiés pour les demi-finales qui se font en matchs aller-retour. L'équipe classée première affronte celle classée quatrième alors que la seconde affronte la troisième. Les deux premières équipes ont l'avantage de recevoir lors du match retour. 
|  | Demi-finales          | Demi-finales          |               |          | Finale         | Finale         |
|  | Demi-finales          | Demi-finales          |               |          | Finale         | Finale         |
|  |                       |                       |               |          |                |                |
|  | 17 mai et 23 mai 2015 | 17 mai et 23 mai 2015 |               |          | le 30 mai 2015 | le 30 mai 2015 |
|  | 17 mai et 23 mai 2015 | 17 mai et 23 mai 2015 |               |          | le 30 mai 2015 | le 30 mai 2015 |
|  | [1] FemiCZ Rovigo     | 33 \| 17              |               |          | le 30 mai 2015 | le 30 mai 2015 |
|  | [1] FemiCZ Rovigo     | 33 \| 17              |               |          | le 30 mai 2015 | le 30 mai 2015 |
|  | [4] Fiamme Oro Roma   | 31 \| 10              |               |          | le 30 mai 2015 | le 30 mai 2015 |
|  | [4] Fiamme Oro Roma   | 31 \| 10              | FemiCZ Rovigo | 10       |                |                |
|  | 16 mai et 24 mai 2015 |                       | FemiCZ Rovigo | 10       |                |                |
|  |                       | Cammi Calvisano       | 11            |          |                |                |
|  | [2] Cammi Calvisano   | Cammi Calvisano       | 11            | 30 \| 23 |                |                |
|  | [2] Cammi Calvisano   |                       |               | 30 \| 23 |                |                |
|  | [3] Marchiol Mogliano | 15 \| 24              |               |          |                |                |
|  | [3] Marchiol Mogliano | 15 \| 24              |               |          |                |                |

## Résultats détaillés

### Phase régulière

#### Tableau synthétique des résultats
L'équipe qui reçoit est indiquée dans la colonne de gauche.
| Clubs             | CAL   | FIA   | ICA   | LAZ   | MOG   | PAD   | AQU   | ROV   | SAN   | VIA   |
| ----------------- | ----- | ----- | ----- | ----- | ----- | ----- | ----- | ----- | ----- | ----- |
| Cammi Calvisano   |       | 33-13 | 78-0  | 27-14 | 29-27 | 16-6  | 40-21 | 18-19 | 39-3  | 41-10 |
| Fiamme Oro Roma   | 21-55 |       | 56-0  | 32-21 | 21-31 | 23-16 | 34-3  | 29-34 | 22-20 | 45-27 |
| I Cavalieri Prato | 10-43 | 3-30  |       | 15-24 | 12-50 | 0-34  | 15-24 | 7-54  | 20-35 | 8-38  |
| IMA Lazio         | 20-30 | 31-25 | 36-0  |       | 8-44  | 6-11  | 26-18 | 21-52 | 20-33 | 22-22 |
| Marchiol Mogliano | 23-20 | 21-38 | 64-7  | 36-16 |       | 21-15 | 53-8  | 42-17 | 16-16 | 22-12 |
| Petrarca Padoue   | 15-16 | 32-10 | 24-0  | 27-28 | 26-21 |       | 29-12 | 6-24  | 9-15  | 24-27 |
| L'Aquila Rugby    | 17-43 | 18-31 | 45-26 | 12-28 | 9-38  | 14-28 |       | 7-26  | 27-49 | 3-38  |
| FemiCZ Rovigo     | 44-13 | 19-10 | 50-0  | 35-11 | 55-32 | 23-16 | 74-0  |       | 52-17 | 32-22 |
| M-Three San Donà  | 24-35 | 16-23 | 52-5  | 17-16 | 31-30 | 19-22 | 35-19 | 19-15 |       | 33-20 |
| Rugby Viadana     | 25-25 | 21-23 | 46-0  | 22-15 | 13-13 | 22-10 | 38-15 | 11-16 | 28-6  |       |

|  | Victoire à domicile |  | Match nul |  | Défaite à domicile |

### Phase finale

#### Demi-finales
| 16 mai 2015 | Fiamme Oro Roma | 31 – 33 | FemiCZ Rovigo |  |
| 16 mai 2015 |                 |         |               |  |
| 16 mai 2015 |                 |         |               |  |

| 17 mai 2015 | Marchiol Mogliano | 15 – 30 | Cammi Calvisano |  |
| 17 mai 2015 |                   |         |                 |  |
| 17 mai 2015 |                   |         |                 |  |

| 23 mai 2015 | FemiCZ Rovigo | 17 – 10 | Fiamme Oro Roma |  |
| 23 mai 2015 |               |         |                 |  |
| 23 mai 2015 |               |         |                 |  |

| 24 mai 2015 | Cammi Calvisano | 23 – 24 | Marchiol Mogliano |  |
| 24 mai 2015 |                 |         |                   |  |
| 24 mai 2015 |                 |         |                   |  |

#### Finale
| 30 mai 2015 18 h 00 | FemiCZ Rovigo | 10 – 11 (0 - 11) | Cammi Calvisano                                                                               | Stade Mario-Battaglini, Rovigo 6 000 spectateurs Arbitre : M. Mitrea |
| 30 mai 2015 18 h 00 | Essai(s) : Basson (78e) Transformation(s) : Mahoney (78e) Pénalité(s) : Basson (44e) Carton(s) jaune(s) : Costanzo (27e) |                  | Essai(s) : Di Giulio (17e) Pénalité(s) : Seymour (4e, 37e) Carton(s) rouge(s) : Ceccato (44e) | Stade Mario-Battaglini, Rovigo 6 000 spectateurs Arbitre : M. Mitrea |
| 30 mai 2015 18 h 00 | |                  |                                                                                               | Stade Mario-Battaglini, Rovigo 6 000 spectateurs Arbitre : M. Mitrea |